# Nick Valensi
Nick Valensi, född 16 januari 1981, i New York är en amerikansk musiker, känd som gitarrist i rockgruppen The Strokes.

## Karriär
Valensi föddes i New York, men har fransk-tunisiskt ursprung. Han växte upp på Manhattan och började spela gitarr när han var fem år gammal. Under sin skolgång (som han inte slutförde) träffade han tre av sina blivande bandkompisar. Nick är yngst i gruppen. Han var 20 år när The Strokes debutskiva, den trespåriga EP:n The Modern Age, släpptes. Hans största inspirationskällor är Slash, The Velvet Underground, The Cars och George Harrison.

## Samarbete med andra artister
Se också artikel om The Strokes.
Nick Valensi spelade gitarr och körade på sången "Shabop Shalom" på Devendra Banharts album Smokey Rolls Down Thunder Canyon från 2007. Han bidrog också på bandkamraten i The Strokes, Fab Morettis, debutalbum med bandet Little Joy 2008.
Valensi spelade gitarr på Regina Spektors sång "Better" på albumet Begin to Hope från 2006. Han spelade gitarr och samarbetade om låtskrivningen på några av låtarna på Sias album We Are Born från 2010.

## Privatliv
Nick har ett förhållande med skådespelerskan och fotografen Amanda DeCadenet sedan 2002 och de bor på Manhattan med Amandas dotter Atlanta. Paret blev gifta 2006 och den 19 oktober 2006 föddes deras första gemensamma barn, tvåäggstvillingar, en pojke Silvan och en flicka Ella.